# Tríplice Entente

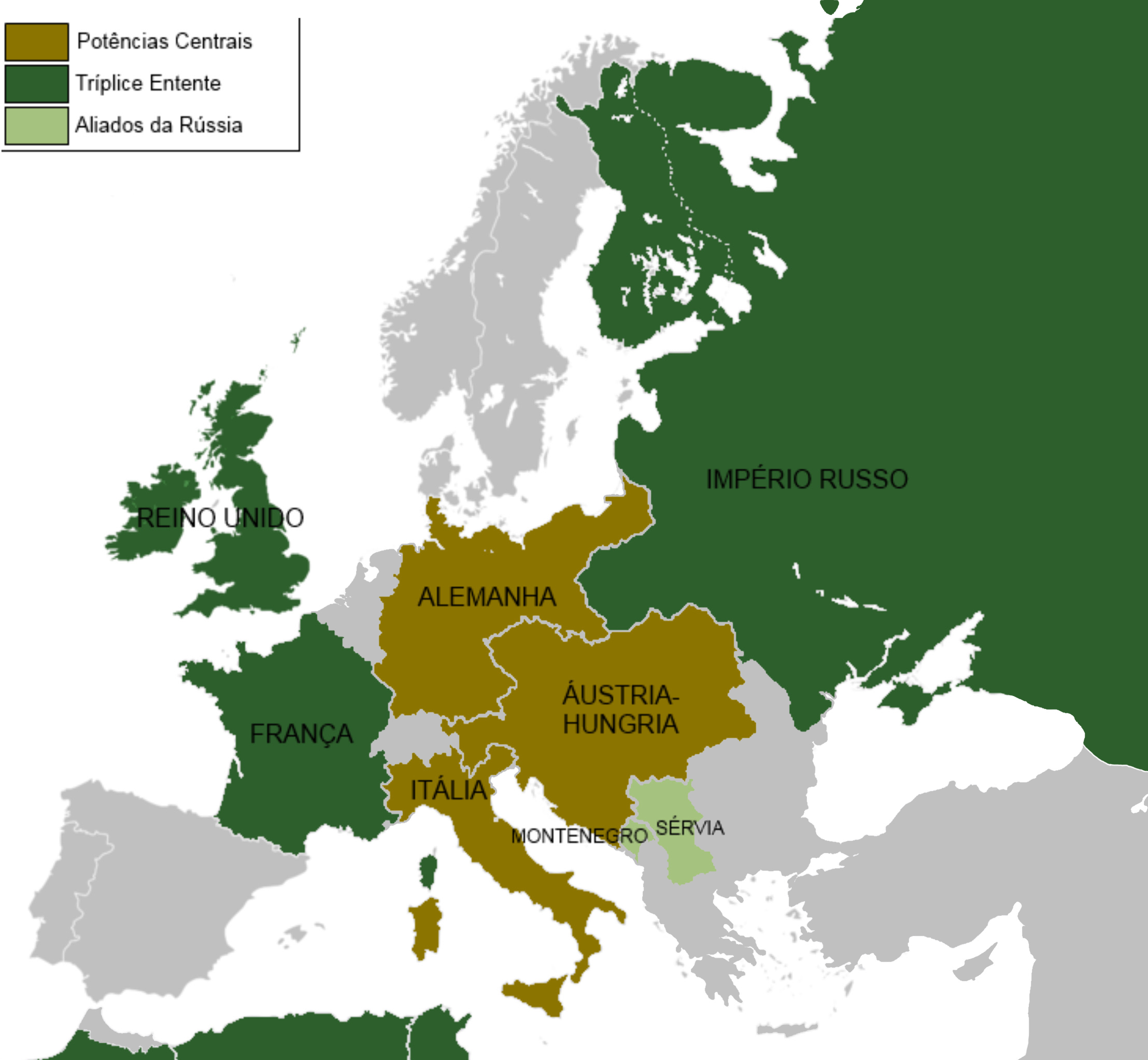
Alianças militares europeias em 1910. Os aliados da Tríplice Entente em verde escuro e as Potências Centrais da Tríplice Aliança em verde oliva.

A Tríplice Entente (em francês: Triple Entente) foi uma aliança militar entre o Reino Unido, a França e Rússia. Na prática, consolidou os acordos bilaterais anteriores: a Aliança Franco-Russa (1891), a Entente Cordiale, entre a França e o Reino Unido (1904), e a Entente Anglo-Russa (1907).

## Causas da formação da Tríplice Entente
A nova política mundial iniciada pelo kaiser Guilherme II da Alemanha em 1899, fez com que as três potências: França, Império Russo e Reino Unido, que apresentavam diferenças significativas entre si, se aproximassem e, finalmente, se coligassem. Tal aliança foi um dissuasor eficaz para a Tríplice Aliança e também veio ao encontro dos planos franceses de barrar a Alemanha, o pangermanismo e as expansões alemãs e austro-húngaras pela Europa. O Império Otomano tenta entrar no acordo 3 vezes com o governo britânico e uma vez com o Estado francês, mas é rejeitado por ambos. À Rússia Czarista foi prometida entrar na Aliança e ficar com a região de Constantinopla, o que satisfazia as obsessões de São Petersburgo frente a ascensão do bolchevismo e garantia a Entente Cordial a posse do petróleo da região.